# Courtedoux
Courtedoux je obec ve švýcarském kantonu Jura. Žije zde 765 obyvatel.

## Geografie

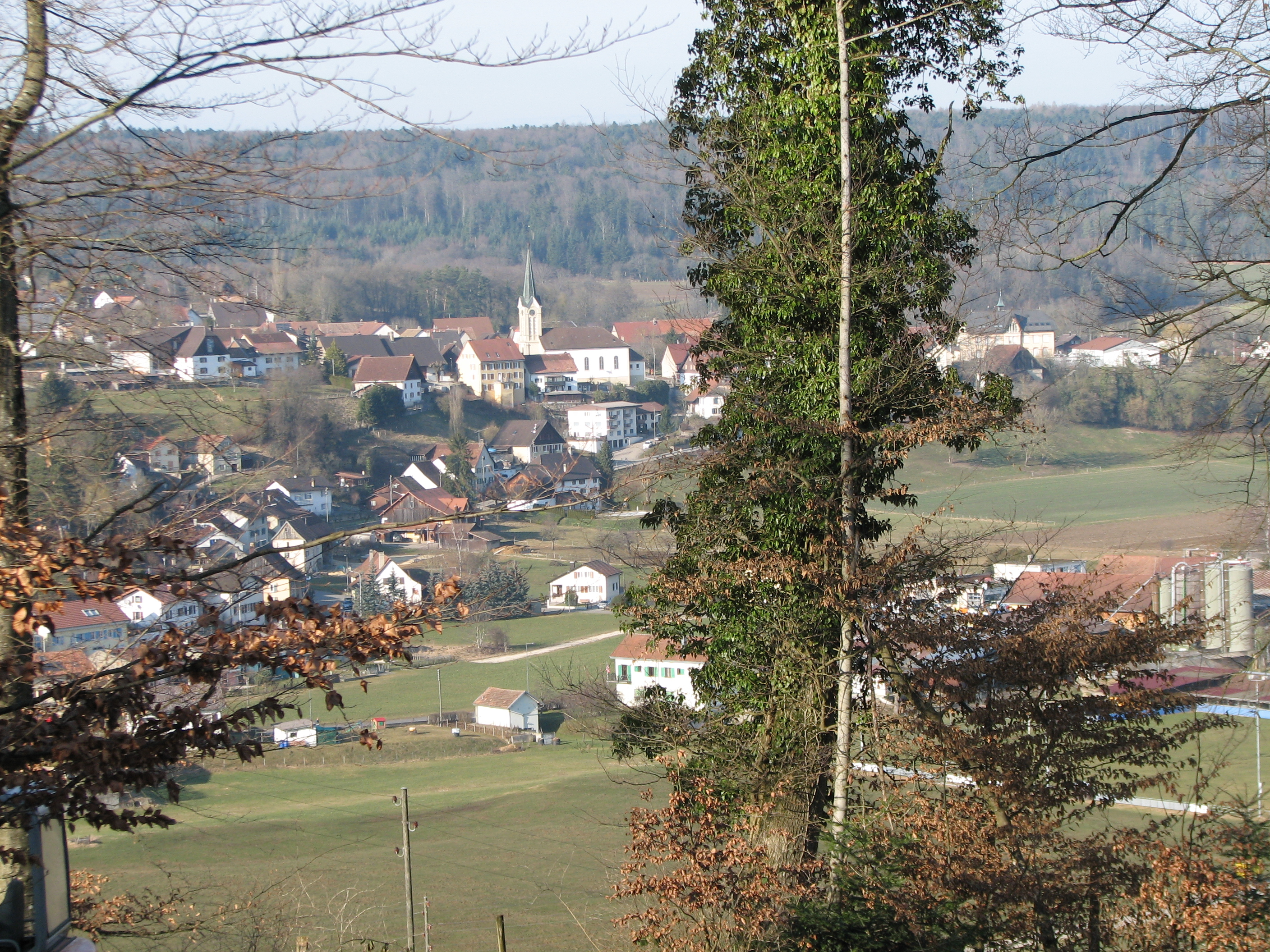
Celkový pohled na obec

Courtedoux leží v nadmořské výšce 470 m, vzdušnou čarou 2,5 km západojihozápadně od okresního města Porrentruy. Obec se rozkládá na terase severně od údolí Creux-Genat, v oblasti Ajoie, na severním úpatí pohoří Jura.
Jižní část území obce o rozloze 8,1 km² tvoří částečně široká nížina suchého údolí Creux-Genat. Creugenat je krasový pramen, který se nachází na území sousední vesnice Chevenezu a teče v průměru pouze čtyřikrát až pětkrát ročně. Na severozápadě se území obce rozkládá na mírně stoupajícím a částečně zalesněném svahu až k náhorní plošině Bure. Zde se nachází nejvyšší bod na vrcholu Haut du Mont ve výšce 630 m n. m. i nejvyšší bod obce. V roce 1997 tvořila 7 % rozlohy obce zastavěná plocha, 39 % lesy a lesní porosty a 54 % zemědělské plochy.
Courtedoux zahrnuje několik samostatných farem. Sousedními obcemi Courtedoux jsou Porrentruy, Fontenais, Haute-Ajoie a Bure.

## Historie

Letecký pohled (1950)

Vesnice je zmiňována již v roce 814 jako Curtis Udulphi v majetku kláštera Saint-Ursanne. Název pochází z farmy muže s germánským jménem Udulf. V roce 1139 se jméno Curtedul objevuje v listině papeže Inocence II.
Ve 13. století se Courtedoux dostalo pod nadvládu basilejského knížecího biskupství. Od 16. do 18. století bylo hlavním městem stejnojmenného panství. Během třicetileté války byla obec těžce postižena. V letech 1793–1815 patřilo Courtedoux k Francii a zpočátku bylo součástí départementu du Mont-Terrible, od roku 1800 bylo součástí départementu Haut-Rhin. Na základě rozhodnutí Vídeňského kongresu se obec v roce 1815 stala součástí kantonu Bern. Od 1. ledna 1979 je součástí nově založeného kantonu Jura.

## Obyvatelstvo
| Rok            | 1850 | 1870 | 1900 | 1910 | 1930 | 1950 | 1960 | 1970 | 1980 | 1990 | 2000 |
| Počet obyvatel | 499  | 555  | 759  | 703  | 605  | 591  | 621  | 651  | 691  | 719  | 739  |

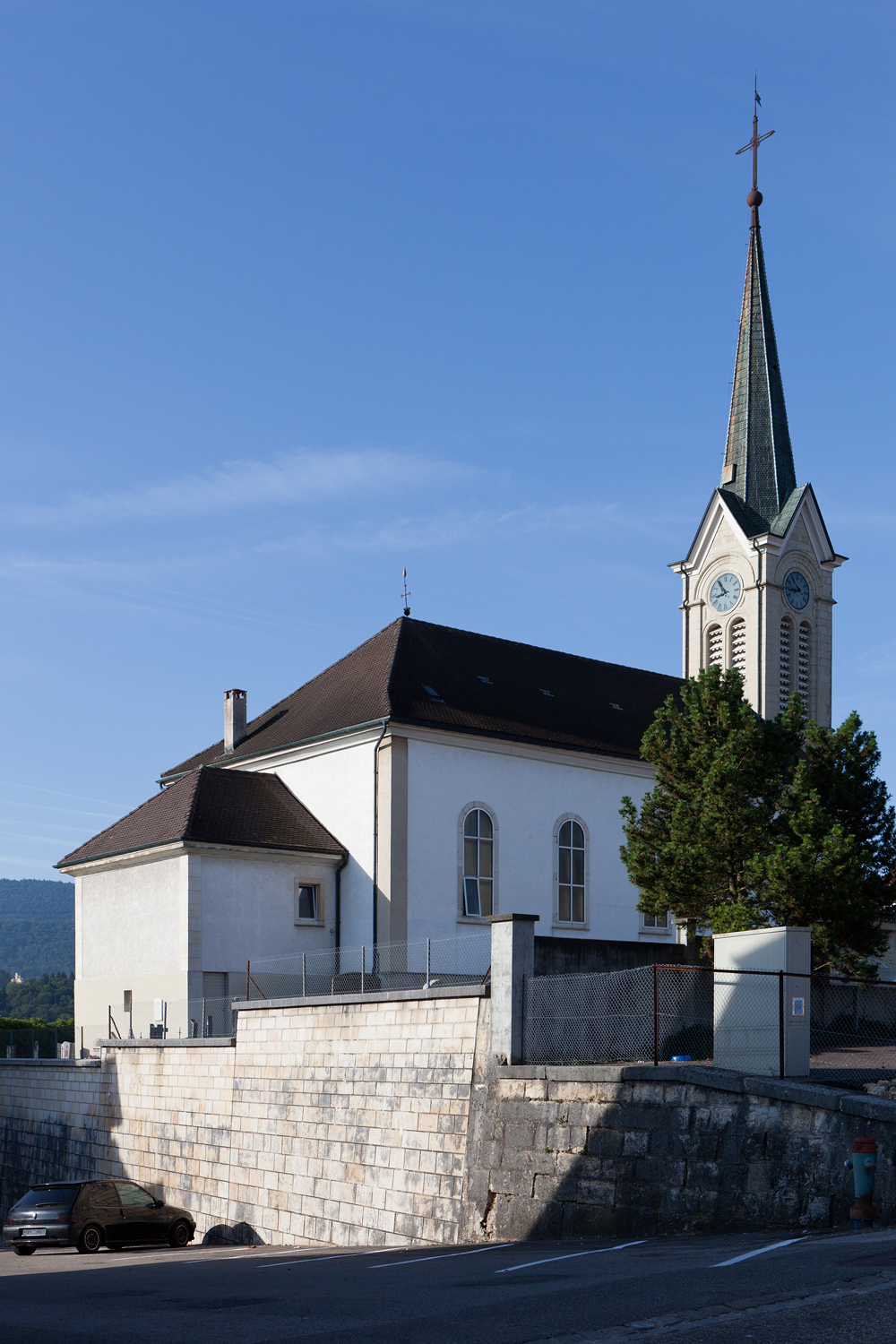
Kostel

Z celkového počtu obyvatel je 95,9 % francouzsky mluvících, 2,4 % německy mluvících a 0,5 % portugalsky mluvících (stav v roce 2000). V roce 1900 žilo v Courtedoux 759 obyvatel, poté počet obyvatel klesl. Od poloviny 20. století počet obyvatel opět pozvolna stoupá.

## Hospodářství
Courtedoux se dosud vyznačuje zemědělstvím díky úrodné půdě v okolí. Od poloviny 20. století se z obce postupně stala rezidenční obec. Mimo zemědělství zde existuje několik pracovních míst v malých místních podnicích. Mnoho zaměstnanců však dojíždí za prací do nedalekého Porrentruy.

## Doprava
Obec má dobré dopravní spojení. Údolím Creux-Genat vede hlavní silnice z Porrentruy do Montbéliard nebo Pont-de-Roide-Vermondans ve Francii. Dálnice A16, která prochází obcí, byla otevřena 3. dubna 2017. Spojuje švýcarskou dálniční síť s francouzskou dálniční sítí.
Courtedoux je napojeno na veřejnou dopravu prostřednictvím postbusové linky z Porrentruy do Damvantu. V roce 1946 bylo na dně údolí na hranici mezi Courtedoux a Porrentruy vybudováno letiště Porrentruy. Později bylo přemístěno do nedalekého Echaux u Bressaucourtu jako letiště Bressaucourt.